# The Greatest Hits (album Verby)
The Greatest Hits – trzecia kompilacja najpopularniejszych przebojów polskiego zespołu Verba, wydana 5 września 2008 roku. Na płycie znajdują się znane utwory zespołu oraz 4 nowe piosenki. Płytę promują single „Młode wilki 6 - Nowy epizod” oraz „Malibu”.

## Lista utworów
1. „Młode wilki 6 - Nowy epizod” - 3:06
2. „W moim śnie” - 3:12
3. „Malibu” - 3:30
4. „W klubie” - 3:03
5. „Pokaż mi” - 3:35
6. „Mogliśmy” - 3:30
7. „Widziałem Twoje oczy” - 3:40
8. „Nic więcej” - 3:30
9. „Ten czas” - 3:48
10. „Gdy...” - 3:39
11. „Pamiętasz” - 3:09
12. „Życie” - 3:29
13. „Summer Patrol” - 2:48
14. „Miłość zabija” - 3:40
15. „Słuchaj Skarbie” - 3:53
16. „Młode wilki” - 3:15
17. „Stare Miasto” - 3:39
18. „Młode wilki 3” - 3:31
19. „Zaopiekuj się mną” feat. Rezerwat - 3:40